# 野兽派

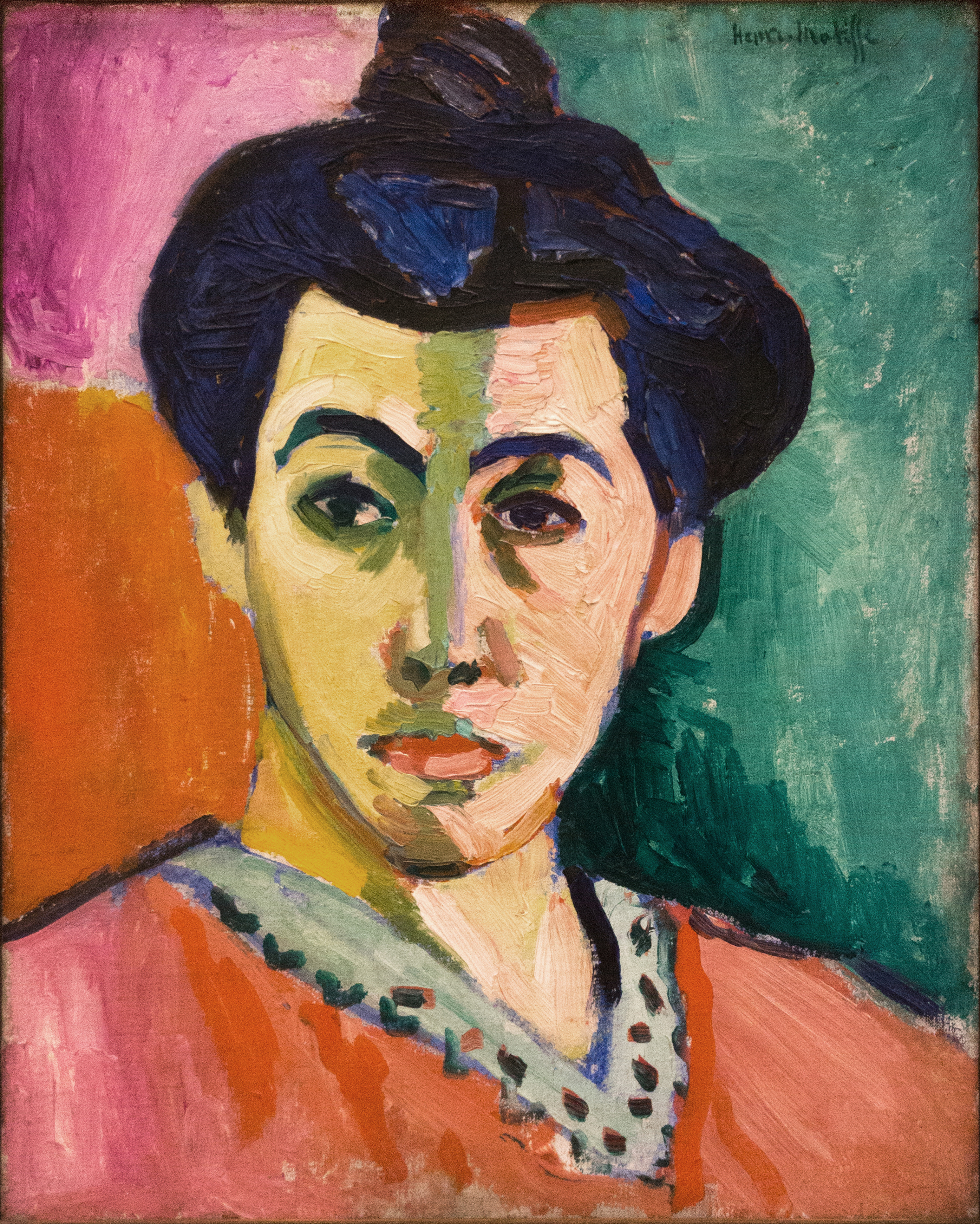
亨利·馬蒂斯1905年的作品《綠色條紋的馬蒂斯夫人像》

野獸派（法語：fauvisme，發音：[fovism] ⓘ）是法国20世紀初期的象徵主義畫派，畫風強烈、用色鮮豔大膽，將印象派的色彩理論與梵谷、高更等後印象派的大膽塗色技法推向極致，不再講究透視和明暗、放棄傳統的遠近比例與明暗法，採用平面化構圖、陰影面與物體面的強烈對比，脫離自然的摹仿。野兽派作为一种风格始于1904年左右并持续到1910年后，但该运动本身只持续了几年，即1905年-1908年，其间举办了三次展览。
野獸派主要由亨利·馬蒂斯和安德烈·德兰領導，代表畫家另有罗贝尔·德博尔内、阿尔贝·马凯、夏尔·卡穆安、佐拜尔·贝洛、路易·瓦尔塔、让·皮伊、莫里斯·德·弗拉曼克、亨利·芒甘、拉乌尔·杜菲、奥顿·弗里斯、阿道夫·旺萨尔、乔治·鲁奥、讓·梅金傑、凱斯·凡·東根、埃米莉·沙尔米和喬治·布拉克，畫風特色是狂野的色彩、強烈的視覺衝擊，慣用紅、青、綠、黃等醒目的強烈對比的色彩作畫，他們吸收了非洲、玻里尼西亞和中南美洲等原始藝術的呈現方式，以單純的線條、色塊表達自己強烈的感受。
1905年的秋季沙龍上，评论家路易·沃塞勒在鉴赏完亨利·马蒂斯、安德烈·德兰、阿尔贝·马凯、莫里斯·德·弗拉曼克、凯斯·凡·东根、夏尔·卡穆安、罗贝尔·德博尔内和让·皮伊等人的色彩鲜艳的油画后，用“多那太羅被野兽给包围了” (Donatello chez les fauves) 来形容他们的作品，将他们的“纯色调狂欢”与同一房间内阿尔贝·马克的文艺复兴风格雕塑进行了对比。“野兽派”因而得名。